# Ороноко (Міннесота)
Ороноко (англ. Oronoco) — місто (англ. city) в США, в окрузі Олмстед штату Міннесота. Населення — 1802 особи (2020).

## Географія
Ороноко розташоване за координатами 44°9′40″ пн. ш. 92°32′27″ зх. д. / 44.16111° пн. ш. 92.54083° зх. д. (44.161143, -92.540773).  За даними Бюро перепису населення США в 2010 році місто мало площу 7,30 км², з яких 6,46 км² — суходіл та 0,84 км² — водойми. В 2017 році площа становила 7,74 км², з яких 7,40 км² — суходіл та 0,34 км² — водойми.

## Демографія
Згідно з переписом 2010 року, у місті мешкало 1300 осіб у 451 домогосподарстві у складі 357 родин. Густота населення становила 178 осіб/км².  Було 477 помешкань (65/км²).
Расовий склад населення:
| - 95,2 % — білих - 3,0 % — азіатів - 0,2 % — вихідців з тихоокеанських островів - 0,2 % — корінних американців - 0,2 % — чорних або афроамериканців |

До двох чи більше рас належало 0,8 %. Частка іспаномовних становила 0,5 % від усіх жителів.
За віковим діапазоном населення розподілялося таким чином: 31,7 % — особи молодші 18 років, 60,2 % — особи у віці 18—64 років, 8,1 % — особи у віці 65 років та старші. Медіана віку мешканця становила 36,0 року. На 100 осіб жіночої статі у місті припадало 100,3 чоловіків;  на 100 жінок у віці від 18 років та старших — 103,2 чоловіків також старших 18 років.
Середній дохід на одне домашнє господарство  становив 119 862 долари США (медіана — 116 750), а середній дохід на одну сім'ю — 136 231 долар (медіана — 124 353). Медіана доходів становила 61 250 доларів для чоловіків та 50 000 доларів для жінок. За межею бідності перебувало 3,0 % осіб, у тому числі 1,1 % дітей у віці до 18 років та 5,9 % осіб у віці 65 років та старших.
Цивільне працевлаштоване населення становило 845 осіб. Основні галузі зайнятості: освіта, охорона здоров'я та соціальна допомога — 48,2 %, виробництво — 8,2 %, науковці, спеціалісти, менеджери — 6,5 %, транспорт — 6,2 %.